# 29987 Lazhang
A 29987 Lazhang (ideiglenes jelöléssel (29987) 1999 XO49) a Naprendszer kisbolygóövében található aszteroida. A LINEAR projekt keretében fedezték fel 1999. december 7-én.